# Хомс (озеро)
Хомс (арабською بحيرة حمص) (інша назва – озеро Каттіна, арабською بحيرة قطينة) – озеро біля міста Хомс, Сирія, яке живиться від річки Оронт. Озеро знаходиться за 15 км від міста Хомс, простягається на 60 км2 і відоме великою популяцією риби. Основний канал довжиною 60 км постачає питною водою все місто Хомс, а ціла мережа другорядних каналів забезпечує водою для зрошення близько 20000 га.
Береги озера подекуди круті та доволі недоступні; навколо озера немає дороги. Утримуюча гребля та допоміжні споруди були укріплені та розбудовані в останні роки.
Озеро Хомс штучне, створене греблею озера Хомс з північної сторони. Оригінальна структура греблі була однією з найяскравіших витворів античного інженерного мистецтва в Сирії та в регіоні "Родючий півмісяць". Гребля, збудована ще стародавніми римлянами, утворила водосховище, вода з якого подавалася до навколишніх полів через мережу каналів. 